# Мали лабуд
Мали лабуд (Cygnus columbianus) је мали лабуд Холарктика . Два таксона унутар њега се обично сматрају биолошки специфични, али се понекад  деле и на две врсте: мали лабуд (Bewick's) (Cygnus columbianus bewickii) из Палеарктика и мали лабуд (Whistling) (Cygnus columbianus columbianus) из Неарктика . Птице из источне Русије (отприлике источно од полуострва Тајмир) понекад се одвајају као подврста Cygnus columbianus jankowskii, али то није широко прихваћено, а већина аутора их сврстава у Cygnus columbianus bewickii. Мали лабудови се понекад сврставају у подрод Olor заједно са осталим врстама арктичких лабудова.
Малог лабуда је 1830. године назвао Вилијам Јарел по граверу Томасу Бјуику, који се специјализовао за илустрације птица и животиња. Cygnus је латински израз за „лабуд“, а columbianus потиче од реке Колумбија, типичног локалитета.

## Опис
Cygnus columbianus је најмањи од холарктичких лабудова, висок 115-150 цм у дужини, 168-211 цм распона крила и распона тежине од 3.4 - 9.6 кг. Код одраслих птица, перје обе подврсте је потпуно бело, са црним стопалима и кљуном који је углавном црн, са танком лосос-ружичастом пругом која се протеже дуж линије уста и - у зависности од подврсте - мање или више жутом у проксималном делу. Ирис је тамносмеђе боје. Код птица које живе у водама које садрже велике количине јона гвожђа (нпр. мочварна језера), перје главе и врата добија златну или рђасту нијансу. Женке су нешто мање од мужјака, али се иначе не разликују по изгледу.
Незреле јединке обе подврсте су беле помешане са нешто тамносивог перја, углавном на глави и горњем делу врата, који су често потпуно светло сиви; њихово перје током првог лета је већ прилично бело, а током друге зиме митаре се у одрасло перје. Кљунови су им црни са великом прљаво-ружичастом мрљом која заузима већи део проксималне половине и често црним ноздрвама, а стопала су им тамносива са ружичастом нијансом. Млади су сребрносиви одозго, а бели одоздо.
Мали лабудови Bewick's су мања подврста. Постоји мала разлика у величини, при чему су источне птице нешто веће; међутим, квалитетни подаци мерења постоје само за западне популације. Теже 3.4 - 7.8 кг, 6.4 кг у просеку код мужјака и 5.7 кг kod женки. Имају 115 - 140 цм укупне дужине; свако крило је 46.9 - 54,8 cm дугачко, у просеку 51,9 cm код мужјака и 50,4 cm код женки. Стопало мери 9.2 - 11,6 cm у дужини, кљун 8.2 - 10,2 cm, са просеком од 9,1 cm. Мали лабуд Bewick's  је по изгледу сличан великом лабуду (Cygnus cygnus), али је мањи, краћег врата и заобљенијег облика главе, са променљивим шарама на кљуну, али увек више црне него жуте боје и има тупу предњу ивицу жуте основне мрље. Велики лабудови имају кљун који има више жуте него црне боје, а предња ивица жуте мрље је обично шиљата. Кљун сваког малог лабуда Bewick's је јединствен, а научници често праве детаљне цртеже сваког кљуна и додељују имена лабудовима како би им помогли у проучавању ових птица. Источне птице, осим што су веће, имају тенденцију да буду мање жуте на кљуну, што можда указује на то да проток гена преко Берингије, иако маргиналан, никада није у потпуности престао. Очигледан случај хибридизације између малог лабуда Bewick's и лутајућег малог лабуда Whistling пријављен је у источном Сибиру.
Мали лабудови Whistling теже 4.3 - 9.5 кг,  7.3 кг у просеку код мужјака и 6.4 кг код женки – и имају 120 - 150 дужине. Свако крило је 50 - 57 цм дугачако; стопало је 9.4 - 11,4 cm у дужини, а кљун је 9.1 - 10,7 cm дугачак. Cygnus columbianus columbianus се разликује од Cygnus columbianus bewickii по величини и углавном црном кљуну, са само малом и обично тешко уочљивом жутом мрљом променљиве величине у основи. Разликује се од углавном алопатричног лабудова трубача (Cygnus buccinator) из Северне Америке јер знатно већи и посебно дугом кљуну, који је црн свуда осим ружичасте линије уста, која је јача него код малог лабуда Whistling.
Треба напоменути да варијације боја са више или мање жуте, или ружичасте уместо жуте или црне, нису изузетак, посебно код малих лабудова Bewick's, који врло ретко могу имати чак и жућкасте ноге. Мала величина и прилично кратак врат, због којих изгледа као велика бела гуска, и даље су њенегове карактеристичне особине.
Мали лабудови имају високе, продорне звуке и звуче слично гривастој гуски (Branta). Посебно су гласни када траже храну у јатима на својим зимским подручјима; сваки долазак или одлазак припадника истое врсте изазваће гласно узбуђено дозивање код својих сродника. Супротно свом уобичајеном називу, мали лабудови Whistling који се оглашавају са земље не звуче како им то назив каже "звиждање" и није значајно другачији од звука малих лабудова Bewick's. Оглашавање у лету је ниско и налик на меко звонко лајање, бау-вау... ; мали лабудови Whistling испуштају изразито висок тросложни лавеж попут вау-вау-вау у лету. Насупрот томе, велики лабудови и лабудови трубачи тачно описују њихово оглашавање - дубоко хукање и виши звук сличан француској хорни. Птице ових врста у лету имају краћи врат и бржи замах крила од својих сродника, али их је често немогуће разликовати осим по звуцима.

## Дистрибуција
Као што им и само име каже, мали лабуд се гнезди у тундри Арктика и субарктика, где насељава плитке баре, језера и реке. Ове птице, за разлику од лабудова грбаца (Cygnus olor), али као и остали арктички лабудови, су птице селице . Зимско станиште обе подврсте су травнате површине и мочваре, често близу обале; воле да посећују поља након жетве како би се хранили одбаченим житарицама, а током миграције могу се зауставити на планинским језерима. Према National Geographic, током миграције ове птице могу летети на висинама од 8 км у формацији латиничног слова В.
Распрострањеност Cygnus columbianus bewickii протеже се преко приобалних низија Сибира, од полуострва Кола на истоку до Пацифика. Почињу да стижу на места за гнежђење око средине маја, а одлазе у зимовалишта крајем септембра. Популације западно од полуострва Тајмир мигрирају преко Белог мора, Балтичког мора и естуара Лабе да би презимиле у Данској, Холандији и на Британским острвима . Уобичајене су зими у резерватима дивљих птица Краљевског друштва за заштиту птица и Фондације за дивље птице и мочваре . Неке птице зимују и на другим местима на јужним обалама Северног мора. Мали лабудови Bewick's који се гнезде у источној Русији мигрирају преко Монголије и северне Кине да би презимили у приобалним регионима Кореје, Јапана и јужне Кине, јужно до Гуангдонга, а повремено и до Тајвана. Неколико птица из централног сибирског подручја такође зимује у Ирану, на југу Каспијског језера; у прошлости су се ова јата такође селила у Аралско језеро пре него што је еколошка катастрофа крајем 20. века претворила већину тамошњег станишта у негостољубиву пустош. Долазак у зимовалишта почиње око средине октобра, мада већина проводи недеље или чак месеце на омиљеним местима за одмор и стиже у зимске смештаје тек до новембра или чак најкасније у јануару. Птице напуштају зимовалишт ради размножавања почев од средине фебруара. Луталице се могу јавити јужно од главног подручја зимовања у хладним годинама и забележене су у већини европских земаља где птице не зимују редовно, као и у Алжиру, Ираку, Израелу, Либији, Непалу, североисточном Пакистану и на Маријанским и Вулканским острвима у западном Пацифику. Луталице на пролећној миграцији виђене су на Медвеђем острву, Исланду и Свалбарду, као и на Аљасци, у Орегону и Саскачевану у Северној Америци.
Cygnus columbianus columbianus се размножава у приобалним равницама Аљаске и Канаде, а крећу казимовалиштима око октобра. У зимовалишта стижу током новембра и децембра. Птице које се гнезде на западној Аљасци зимују дуж пацифичке обале од јужне Аљаске до Калифорније; често се селе и у унутрашњост – посебно до богатих хранилишта у Централној долини – а неке поново прелазе Стеновите планине и зимују све до Јуте на истоку и Тексаса и северног Мексика на југу. Птице које се гнезде дуж обале Арктичког океана мигрирају преко Канаде и региона Великих језера да би презимиле на атлантској обали Сједињених Држава, углавном од Мериленда до Северне Каролине, али неке се селе чак до Флориде. Мали лабудови Whistling поново почињу да одлазе на места за гнежђење до средине марта, а стижу до краја маја. Лабудови луталице су забележени на Бермудима, Куби, Хавајским острвима, Порторику, као и у Енглеској, Ирској, Јапану, североисточном Сибиру и Шведској.

## Екологија и биологија

### Дијета
Лети се њихова исхрана састоји углавном од водене вегетације, нпр. Glyceria, барског алге Potamogeton и морске траве (Zostera), до којих долазе забацивањем главе под воду или скупљањем током пливања; такође једу и траву која расте на сувом. У другом добу године, остаци житарица и других усева попут кромпира, преосталих на отвореним пољима након жетве, чине велики део њихове исхране. Мали лабудови се хране углавном дању. Током сезоне парења, обично су територијалне и агресивне према многим животињама које су у близини; ван сезоне парења су прилично друштвене птице.

### Природни предатори
Здраве одрасле птице имају мало природних предатора. Арктичка лисица (Vulpes lagopus), караткорепи поморници (Stercorarius parasiticus) и северни галеб (Larus hyperboreus) могу да једу јаја и младунце. Одрасле јединке обично могу да се одбране и да истискују лисице и птице, али природни предатори су повремено успешни када су обе одрасле јединке одсутне због узнемиравања или територијалног спора. Још један изненађујуће озбиљан предатор гнезда за мале лабудове су мрки медведи (Ursus arctos), који су очигледно били главни узрок неуспеха у гнежђењу и у Арктичком националном резервату за дивље животиње и у Националном резервату за дивље животиње Изембек . Други потенцијални предатори гнезда укључују црвену лисицу (Vulpes vulpes), суре орлове (Aquila chrysaetos). Мрки медвед, сури орлови и ретко сиви вукови (Canis lupus) могу повремено успети да ухвате и убију одраслу јединку. Други мањи предатори или птичји предатори обично изазивају или агресивну реакцију или реакцију чврстог седења на гнездима, док већи сисари, можда опаснији за одрасле, обично изазивају реакцију одласка лабуда у дубоке воде и стајања мирно док не прођу. Око 15% одраслих јединки угине сваке године од различитих узрока, па је просечан животни век у дивљини око 10 година. Најстарији забележени мали лабуд имао је преко 24 године.

### Репродукција
Мали лабудови се паре крајем пролећа, обично након што се врате на места за гнежђење ; као што је уобичајено за лабудове, упарују се моногамно док један партнер не умре. Уколико један партнер умре много пре другог, преживела птица се често неће поново парити неколико година, или чак целог живота. Сезона гнежђења почиње крајем маја. Пар гради велико гнездо у облику хумке од биљног материјала на узвишеном месту близу отворене воде и брани велику територију око њега. Женка полаже и инкубира гнездо од 2 – 7 (најчешће 3 – 5) јаја, пазећи на опасност док седи на гнезду. Мужјак стално пази на потенцијалне предаторе који се крећу ка његовој партнерки и потомству. Када било ко од њих примети претњу, испуштају упозоравајући звук како би обавестили свог партнера да се опасност приближава. Понекад ће мужјак користити крила да би брже трчао и изгледао већи како би уплашио потенцијалног предатора.
Време од полагања јаја до излегања је 29–30 дана за мале лабудове Bewick's и 30–32 дана за мали лабудове Whistling. Пошто се гнезде у хладним пределима, мали лабудови расту брже од лабудова који се размножавају у топлијим климатским условима; Малим лабудовима Whistling  је потребно око 60–75 дана да добију перје – двоструко брже него, на пример, лабудовима грбцима – док мали лабудови Bewick's, о којима се зна мало података о размножавању, могу да добију перје већ рекордних 40–45 дана након излегања. Птићи остају са родитељима током прве зимске миграције. Породици се понекад придруже и потомци из претходних сезона размножавања док су на зимским подручјима; мали лабудови не достижу полну зрелост до 3 или 4 године.

## Статус заштите
Мали лабуд Whistling је најчешћа врста лабуда у Северној Америци, а процењује се да је бројао скоро 170.000 јединки око 1990. године. Чини се да његов број полако опада на западу његовог ареала од краја 19. века, што се поклапа са ширењем људских насеља и конверзијом станишта у подручјима зимовања птица; с друге стране, популације источних малих лабудова Whistling изгледа донекле расту, а уопштено гледано, чини се да је његов број благо порастао крајем 20. века (популација је процењена на 146.000 1972. године). Мали лабуд Bewick's лабуд је и даље далеко мање познат; иако је његова популација у опадању у северозападној Европи, из тренутно необјашњивих разлога. Европска зимска популација процењена је на 16.000–17.000 око 1990. године, са око 20.000 птица које зимују у источној Азији. Иранска популација која зимује је мала — највише 1.000 птица — али се обично распршују на неколико локација, од којих су неке још увек непознате научницима.
Иако је број малих лабудова стабилан на већем делу њеног подручја, они су све више зависни од пољопривредних усева као допуна својој зимској исхрани, јер се водена вегетација у њиховом зимском станишту смањује због уништавања станишта и загађења воде. Али главни узрок смртности одраслих лабудова је лов; 4.000 малих лабудова Whistling се званично улови сваке године, док додатних 6.000–10.000 убијају криволовци и домаћи ловци-сакупљачи. Мали лабуд Bewick's се не може легално ловити, али скоро половина проучаваних птица садржала је оловну сачму у свом телу, што указује да су на њих пуцали криволовци. Тровање оловом услед гутања оловне сачме је такође веома значајан узрок смртности, посебно код малих лабудова Whistling. Међународна унија за заштиту природе (IUCN) уврстила је на свој листи малог лабуда као најмање угрожени таксон због његовог великог ареала и популације. Предложена подврста jankowskii је неко време била смештена у Додатак II CITES-а; на крају је уклоњена јер није општеприхваћена као валидна.
Мали лабуд Bewick's је једна од птица на које се примењује Споразум о очувању афро-евроазијских птица селица водених станишта (AEWA).
Познато је да је токсични рударски отпад у Сребрној долини, Ајдахо, у Сједињеним Државама, одговоран за смрт малих лабудова током миграције.

## Галерија
- Глава малог лабуда Bewick's, Cygnus columbianus bewickii
- Глава великог лабуда, Cygnus cygnus
- Мали лабуд Whistling, (Cygnus columbianus columbianus)
- Мали лабуд Whistling, (Cygnus columbianus columbianus)
- Лабуд трубач, Cygnus buccinator
- Мали лабуд Bewick's се храни урањањем
- Јато одраслих и младих лабудова Whistling
- Мали лабудови слећу у Националном резервату за дивље животиње Матамускит у Северној Каролини